# Lithogenes
Lithogenes ist eine aus drei Arten bestehende Gattung der Harnischwelse (Loricariidae). Die Gattung kommt in Venezuela im Valenciasee im Norden und im Quellgebiet des Orinoko im Süden, sowie in Guyana im Potaro im Stromgebiet des Essequibo vor. Lithogenes valencia die im Valenciasee vorkommende Art ist womöglich schon ausgestorben, da der See durch die Einleitung von Abwässern stark verschmutzt ist.

## Merkmale
Lithogenes werden 4,4 bis 7,8 cm lang. Von allen anderen Harnischwelse unterscheiden sie sich durch ihren fast ungepanzerten Körper, die durch Reduktion der Knochenschilde entstanden ist oder eine Plesiomorphie mit der Schwestergruppe der Harnischwelse den Kletterwelsen (Astroblepidae) darstellt. Der Kopf ist groß, die Kopflänge macht 22 bis 29 % der Standardlänge aus, die Kopfbreite 78 bis 95 % der Kopflänge. Das Saugmaul an der Kopfunterseite nimmt fast die gesamte Kopfbreite ein. Die Zähne sind zweispitzig und können symmetrisch oder asymmetrisch sein.
- Flossenformel: Dorsale ii/6-7, Anale ii/5-7, Pectorale 8-9.

Eine Fettflosse ist vorhanden. Diese kann durch einen verknöcherten Stachel an ihrem Vorderrand gestützt werden.

## Arten
- Lithogenes valencia Provenzano, Schaefer, Baskin & Royero-Leon, 2003
- Lithogenes villosus Eigenmann, 1909
- Lithogenes wahari Schaefer & Provenzano, 2008

## Systematik
Lithogenes ist die basale Schwestergattung aller anderen Harnischwelse und wird deswegen einer eignen Unterfamilie zugeordnet, die Lithogeninae.